# Botho Franz Wolfgang von Trotha
Botho Franz Wolfgang von Trotha (* 22. April 1853 in Kulm, Westpreußen; † 5. März 1929 in Düsseldorf) war der erste Bürgermeister der Stadt Sterkrade.

## Leben
Botho Franz Wolfgang von Trotha wurde auf Gut Rybienitz in Kulm, Westpreußen, geboren. Er wurde am 1. April 1886 zum ersten Bürgermeister der gerade selbständig gewordenen Stadt Sterkrade. In seiner Amtszeit wurde das Sterkrader Rathaus errichtet und die Sparkasse gegründet. Von Trotha war ein Förderer der beiden Tageszeitungen, dem Sterkrader Volksblatt (seit 1892) und der Sterkrader Zeitung (seit 1897). Er setzte sich vor allem auch für die Eingemeindung der umliegenden Ortsteile ein, damit Sterkrade zu einem eigenständigen Stadtkreis werden könnte, was aber erst nach seinem Rücktritt für kurze Zeit gelang. Ein weiteres Anliegen war der evangelische Kirchenbau im Ort. So stellte er das Grundstück, auf dem sich heute die evangelische Kirche Kempkenstraße in Schmachtendorf befindet, aus seinem privaten Besitz zur Verfügung.
Von Trotha heiratete am 4. Oktober 1886 in Aurich Else Marianne Johanna Henriette Valeska Poelmann (* 25. August 1852 in Minden; † 30. Juli 1922 in Düsseldorf), die Tochter des Mindener Oberbürgermeisters Philipp Heinrich Poelmann und seiner Frau Auguste Rex.
Bereits während seiner Amtszeit litt von Trotha unter verschiedenen Krankheiten, so dass er seine Tätigkeit mehrmals unterbrechen musste und er schließlich 1905 zurücktrat. 1929 verstarb von Trotha in Düsseldorf.

## Trivia
Die von-Trotha-Straße in Oberhausen-Schwarze Heide wurde 1985 nach ihm benannt. Für Aufregung sorgte im Juni 2020 eine Meldung im Nachrichtenmagazin Der Spiegel, demnach die Straße nach dem preußischen General Lothar von Trotha (1848–1920) benannt sei, welcher für den Völkermord an den Herero und Nama verantwortlich war. Mit diesem ist Botho von Trotha jedoch nicht in direkter Linie verwandt.